# Sa nhân tím
Sa nhân tím hay mè tré bà, dương xuân sa, sa nhân Hải Nam, sa nhân lưỡi dài, mè trẻ bà (danh pháp khoa học: Wurfbainia longiligularis) là một loài thực vật có hoa trong họ Gừng. Loài này được Te Ling Wu mô tả khoa học đầu tiên năm 1977 dưới danh pháp Amomum longiligulare. Năm 2018, Jana Leong-Škorničková và Axel Dalberg Poulsen chuyển nó sang chi Wurfbainia.

## Tên gọi
Tại vùng phía Bắc Việt Nam, loại cây này còn được gọi là mác nẻng (Tày), sa ngần (Dao). Tại Trung Quốc gọi là 海南壳砂仁 (Hải Nam xác sa nhân, nghĩa đen là sa nhân vỏ Hải Nam).

## Phân bố
Sa nhân tím có vùng phân bố từ đảo Hải Nam và đông nam Trung Quốc đến vùng Trung Lào, Thái Lan và Việt Nam.
Ở Việt Nam, sa nhân tím tập trung nhất ở các tỉnh Tây Nguyên như các huyện M'Đrắc (Đắc Lắc), An Khê và K'Bang (Gia Lai), Vĩnh Thạnh (Bình Định), Sông Hinh (Phú Yên).

## Mô tả
Cây cao 1,0-1,5 m. Lưỡi bẹ hình mũi mác, 2-4,5 cm, có màng, nhẵn nhụi; cuống lá khoảng 5 mm; phiến lá thẳng-hình mũi mác hoặc thẳng, 20-30 × 2,5–3 cm, nhẵn nhụi, phần đáy thon nhỏ dần, đỉnh hình đuôi- nhọn đột ngột. Cụm hoa dạng bông có cuống dài 1–3 cm; lá bắc màu nâu, hình mũi mác, 2-2,5 cm; lá bắc con hình ống, khoảng 2 cm. Đài hoa màu trắng, 2-2,2 cm, đỉnh 3 răng. Tràng hoa hơi dài hơn đài hoa; thùy thuôn dài, khoảng 1,5 cm. Cánh giữa môi dưới màu trắng với gân giữa màu tía và đỉnh màu vàng, hình tròn-hình thìa, khoảng 2 × 2 cm, gân giữa lồi, đỉnh nhọn có 2 thùy. Nhị khoảng 1 cm; phần phụ kết nối 3 thùy, thùy trung tâm hình tròn, các thùy bên gần tròn. Quả nang hình trứng, 1,5-2,2 × 0,8-1,2 cm, tù 3 góc, với các gai phân nhánh, mềm, dễ bong, dài đến 1 mm. Hạt màu nâu tía, bao bọc trong một áo hạt dạng màng màu nâu. Ra hoa tháng 4-5, tạo quả tháng 6-9.

## Sử dụng
Bộ phận dùng chủ yếu là quả, thu hái vào tháng 6-9, phơi khô. Quả sa nhân tím có vị cay, tính ấm, mùi thơm, có tác dụng khai kinh tỳ, vị, tán hàn, tán thấp, hành khí, khai vị, tiêu thực, kích thích tiêu hóa. Trong thực phẩm, sa nhân tím thường được dùng làm gia vị và chế rượu mùi. Tinh dầu sa nhân tím có tác dụng kháng khuẩn.
Trong y học cổ truyền, sa nhân tím được dùng trong các bài thuốc chữa chứng lạnh bụng, đầy hơi, tiểu tiện tắc ở phụ nữ có thai, chữa tiêu chảy, đau nhức răng, tê thấp; chữa ăn không tiêu, nôn mửa đau bụng ở trẻ em.